# Udo-Schrein

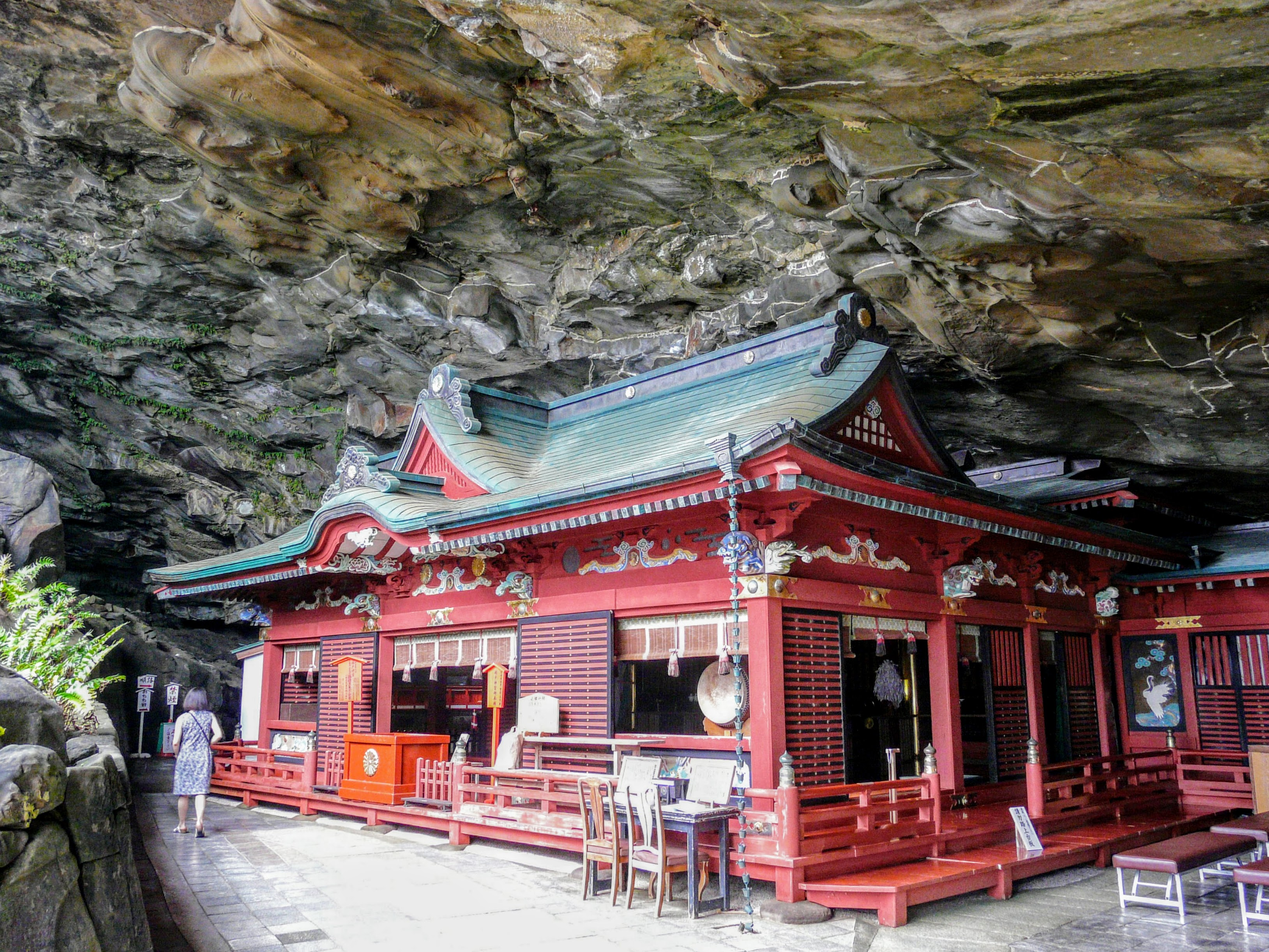
Haupthalle des Schreins

Der Udo-Schrein (japanisch 鵜戸神宮, Udo jingū) ist ein alter Schrein in Nichinan, Präfektur Miyazaki, Japan.

## Übersicht
Der Udo-Schrein befindet sich in einer Höhle, hoch gelegen am Ende einer Halbinsel, mit Blick über das Meer, hier „Hyūga nada“ (日向灘) genannt. Verehrt werden Hikonagi Satake Ugayafukiaezu no Mikoto (日子波瀲武鵜葺草葺不合命), Amaterasu Omikami (天照大御神), Ame no Oshiho Mimi no Mikoto (天忍穂耳尊), Hiko Hi Nioni (彦火瓊瓊杵尊), Hikoho no Nigi no Mikoto (彦火火出見尊), Hikohoho demi no Mikoto (神日本磐余彦尊) und Kamuyama und Hiko no Mikoto (神日本磐余彦尊), also Kaiser Jimmu.
Gemäß der Überlieferung wurde die Gebetsstätte in der Regierungszeit von Kaiser Sujin (140–30 vor der Zeitrechnung) angelegt. Im Jahr 782, während der Regierungszeit von Kaiser Kammu, wurde Kōkibō Kaikyū (光喜坊 快久), der ein Tendai-Mönch gewesen sein soll, auf kaiserlichen Befehl zum ersten Schrein-Aufseher eingesetzt, der sich um den Wiederaufbau kümmerte. Es heißt, dass der Kaiser der Anlage den Namen „Udoyama Daigongen Gohirayama Niogokoku−ji“ (鵜戸山大権現吾平山仁王護国寺) gab. Dieser Tempel, der ursprünglich zur Tendai-Sekte gehörte, wechselte später zu einer Shingon-Sekte und soll als eine bedeutende Anlage des „Ryōbu-Shintō“ mit 18 Tempeltempeln zusätzlich zum Hauptschrein in der Höhle gediehen sein.
Die meisten Hallen gingen aufgrund des großen Brandes von 1827 und der Trennung von Shintoismus und Buddhismus in der Meiji-Ära verloren. Die Überreste der Haupthalle, die Brücke Tamahashi (玉橋) und der Hatchozakamoto-Pilgerweg (八丁坂本参道) blieben erhalten. Gleichzeitig mit der Meiji-Restauration 1869 wurde die Anlage in Udo-Schrein (鵜戸神社) umbenannt und 1874 zum (鵜戸神宮) aufgewertet und mit neuen Zugangsbrücken versehen. Er gehörte bis zum Zweiten Weltkrieg zu den  „Kanpei-Taisha-Schreinen“ (官幣大社), die unter besonderem Schutz des Staates standen.
Das jährliche Hauptfest findet am 1. Februar. Am 3. Samstag im Juli erfolgt eine rituelle Überführung eine Heiligtums vom Hafen von Aburatsu (油津港). Am 4. Tag nach dem Neujahrstag des Mondkalenders wird der Schrein von Fischerbooten besucht, und am 1. Tag im Februar nach dem Mondkalender versammeln sich Bauern und Fischerboote von Land und Meer, um ihre Aufwartung zu machen.